# Богуново (Торжокский район)
Богуново — деревня в Торжокском районе Тверской области.
Входит в состав Пироговского сельского поселения.

## История
В 1853 году деревня Богунова насчитывала 34 двора.
Согласно «Списку населённых мест Новоторжского уезда» 1859 года деревня Богунова — казённая, при колодце. от уездного города - 12 вёрст, от станового квартала - 35 вёрст, имеет 39 дворов, 161 душу мужского пола и 160 душ женского пола.
По епархиальным спискам 1901—1914 годов крестьяне деревни были прихожанами церкви Успения Богородицы села Дмитровское.
До 1995 года деревня входила в Ильинский сельсовет Торжокского района.
До 2005 года деревня входила в Ильинский сельский округ.

## Население
| 2010 |
| ---- |
| 68   |